# Andrii Portnov
Pour l’article homonyme, voir Andriy Portnov.
 (septembre 2023).
La mise en forme du texte ne suit pas les recommandations de Wikipédia : il faut le « wikifier ».
Les points d'amélioration suivants sont les cas les plus fréquents. Le détail des points à revoir est peut-être précisé sur la page de discussion.
- Les titres sont pré-formatés par le logiciel. Ils ne sont ni en capitales, ni en gras.
- Le texte ne doit pas être écrit en capitales (les noms de famille non plus), ni en gras, ni en italique, ni en « petit »…
- Le gras n'est utilisé que pour surligner le titre de l'article dans l'introduction, une seule fois.
- L'italique est rarement utilisé : mots en langue étrangère, titres d'œuvres, noms de bateaux, etc.
- Les citations ne sont pas en italique mais en corps de texte normal. Elles sont entourées par des guillemets français : « et ».
- Les listes à puces sont à éviter, des paragraphes rédigés étant largement préférés. Les tableaux sont à réserver à la présentation de données structurées (résultats, etc.).
- Les appels de note de bas de page (petits chiffres en exposant, introduits par l'outil «  Source ») sont à placer entre la fin de phrase et le point final[comme ça].
- Les liens internes (vers d'autres articles de Wikipédia) sont à choisir avec parcimonie. Créez des liens vers des articles approfondissant le sujet. Les termes génériques sans rapport avec le sujet sont à éviter, ainsi que les répétitions de liens vers un même terme.
- Les liens externes sont à placer uniquement dans une section « Liens externes », à la fin de l'article. Ces liens sont à choisir avec parcimonie suivant les règles définies. Si un lien sert de source à l'article, son insertion dans le texte est à faire par les notes de bas de page.
- La présentation des références doit suivre les conventions bibliographiques. Il est recommandé d'utiliser les modèles {{Ouvrage}}, {{Chapitre}}, {{Article}}, {{Lien web}} et/ou {{Bibliographie}}. Le mode d'édition visuel peut mettre en forme automatiquement les références.
- Insérer une infobox (cadre d'informations à droite) n'est pas obligatoire pour parachever la mise en page.

Pour une aide détaillée, merci de consulter Aide:Wikification.
Si vous pensez que ces points ont été résolus, vous pouvez retirer ce bandeau et améliorer la mise en forme d'un autre article.
Andrii Portnov (en ukrainien : Андрій Володимирович Портнов, en russe : Andrey Portnov; né le 17 mai 1979 à Dnipropetrovsk (aujourd'hui nommé Dnipro), RSS d'Ukraine) est un historien, essayiste et rédacteur ukrainien. Il est professeur à la chaire Entangled History of Ukraine dans l'Université européenne Viadrina à Francfort-sur-l'Oder, directeur du réseau de recherche  Prisma Ukraina Research Network Eastern Europe. Il est spécialisé dans l'histoire polono-russo-ukrainienne et les études de la mémoire.

## Biographie
Andrii Portnov est né le 17 mai 1979 à Dnipro. Il est diplômé de l'Université nationale Oles-Hontchar de Dnipro (maîtrise en histoire avec mention d’excellence, 2001) et de l'Université de Varsovie (maîtrise en études culturelles avec mention d’excellence, 2003). En 2005, il a soutenu sa thèse de doctorat d'études ukrainiennes à l'Institut Ivan Krypiakevych de l'Académie nationale des sciences d'Ukraine à Lviv (sous la direction du conseiller scientifique - professeur Yaroslav Issaïevitch).
Il était chercheur ou stagiaire à l'Université de Trèves (2004-2006), au Centre d'études sur l'Holocauste et du génocide à Amsterdam (2007), à l'Institut d'études européennes de l'Académie nationale des sciences d'Ukraine à Kyiv (2007-2008), à l'Institut national d'études stratégiques d'Ukraine à Kyiv (2008-2010) et au Centre d'études russes, caucasiennes et centre-européennes (CERCEC) à Paris (2010).
Il était rédacteur de la revue académique "Ukraїna Moderna" (2006-2010), en 2012 il est devenu cofondateur et co-rédacteur en chef (jusqu'en 2017) du portail web intellectuel historians.in.ua.
En 2012-2014, il a été membre de l'Institut d'études avancées de Berlin (Wissenschaftskolleg zu Berlin), en 2012-2016, il a été membre de l'Institut d'études slaves de l'Université Humboldt de Berlin et du Centre d'histoire contemporaine (ZZF) à Potsdam (depuis 2015). En 2016-2017, il a été chercheur associé à l'Université de Genève. En 2017 et 2019, il a été chercheur associé à court terme à l'Institut des sciences humaines (IWM) de Vienne.
De 2012 à 2020, il a enseigné des cours sur l'histoire et la culture ukrainiennes et d'Europe de l'Est à l'Université Humboldt de Berlin, à l'Université libre de Berlin, à la Vrije Universiteit Brussel, à l'Université de Bâle, à l'Institut d'études politiques de Lyon, etc.
En 2015, Portnov a lancé et est devenu le directeur de l'Initiative de recherche ukrainienne Berlin-Brandebourg qui s'est transformée en 2017 en Prisma Ukraïna Research Network Eastern Europe à Berlin.
En mai 2018, Portnov a été nommé professeur d’Entangled history of Ukraine à l'Université européenne Viadrina (Francfort-sur-l'Oder).
En 2019, il a également été invité en tant que professeur invité à l'Université de Potsdam.
Le professeur Portnov est membre du PEN Ukraine et de la Société allemande d'études est-européennes (DGO).

## Prix
- 2008 Prix Jerzy Giedroyc (Єжи Ґедройц).
- 2013 Prix Iouriy-Cheveliov (Юрі Шевельов)[10].

## Publications scientifiques
Andrii Portnov a publié six livres, plus de 200 articles, chapitres et critiques. Leurs sujets incluent le triangle polono-russe-ukrainien de l'histoire et de la mémoire, les études sur le génocide et la mémoire, l'historiographie ukrainienne et soviétique, l'émigration ukrainienne dans l'Europe de l'entre-guerre, les divisions de la Pologne et la politique ukrainienne de l'Empire russe, l'histoire de Dnipro ( nom ancien Dnipropetrovsk), des personnalités telles que Volodymyr Parkhomenko, Viacheslav Zaiikyn, Viktor Petrov, Mykola Kovalsky, Omeljan Pritsak et d'autres.
Ses textes scientifiques ont été publiés en ukrainien, russe, polonais, anglais, allemand, français, japonais, tchèque, bulgare, hongrois et biélorusse.

### Livres
- Andrii Portnov, Dnipro. An Entangled History of a European City, 2022 (ISBN 9798887190310)[11]
- Andrii Portnov, Istoriї dla domashnioho vzhytku. Eseji pro pol's'ko-rosijs'ko-ukraїns'kyj trykutnyk pam'iati,‎ 2013 (ISBN 978-966-8978-65-4)
- Andrii Portnov, Istoriї istorykiv. Oblychchia j obrazy ukraїns'koї istoriohrafiї ХХ stolittia,‎ 2011 (ISBN 978-966-8978-46-3)
- Andrii Portnov, Uprazhneniia s istoriej po-ukrainski, 2010 (ISBN 978-5-94282-604-8)
- Andrii Portnov, Mizh "TSentral'noiu IEvropoiu" ta "Russkim mirom": Suchasna Ukraїna u prostori mizhnarodnych intelektual'nykh dyskusij,‎ 2009 (ISBN 978-966-554-160-8)
- Andrii Portnov, Nauka u vyhnanni: Naukova i osvitnia diial'nist' ukraїns'koї emihratsiї v mizhvoiennij Pol'shchi (1919–1939),‎ 2008 (ISBN 966-7713-06-7)
- Andrii Portnov, Volodymyr Parkhomenko: Doslidnyk rann'oї istoriї Rusi,‎ 2003 (ISBN 966-02-3033-8)

## Blogues vidéo
En 2011-2016, Portnov a créé 99 blogs vidéo sur diverses questions d'humanitarisme international (en particulier, des entretiens avec Annie Appelboin, Volodymyr Kulyk, Yuri Slezkine, Maria Lewicka, Alvydas Nikzentaitis, Gerhard Simon et d'autres) pour le portail web net.abimperio.net (n'existe plus). En 2018-2019, Portnov a créé 15 critiques vidéo pour sa chaîne qui ont également été diffusées par la chaîne TV Espresso. En 2018, la chaîne YouTube de la chaire Entangled history of Ukraine a été créée qui contient à la fois des vidéos de diverses conférences, écoles d'été et colloques de la chaire ainsi que de nouveaux blogs vidéo du professeur Portnov.